# Słoboda-Sosnówka
Słoboda-Sosnówka  (biał. Слабада-Сасноўка; ros. Слобода-Сосновкаы) – wieś na Białorusi, w obwodzie witebskim, w rejonie brasławskim, w sielsowiecie Ciecierki.

## Historia
W czasach zaborów wieś włościańska w gminie Przebrodź, w powiecie dzisieńskim, w guberni wileńskiej Imperium Rosyjskiego. Pod koniec XIX wieku należała do dóbr skarbowych Przebrodź.
W latach 1921–1945 wieś leżała w Polsce, w województwie wileńskim, w powiecie dziśnieńskim, od 1926 roku w powiecie brasławskim, w gminie Przebrodzie.
Według Powszechnego Spisu Ludności z 1921 roku zamieszkiwało tu 59 osób, 35 było wyznania rzymskokatolickiego a 24 staroobrzędowego. Jednocześnie 54 mieszkańców zadeklarowało polską, 5 białoruską przynależność narodową. Było tu 12 budynków mieszkalnych. W 1931 w 15 domach zamieszkiwało 80 osób.
Wierni należeli do parafii rzymskokatolickiej i prawosławnej w Ikaźni. Miejscowość podlegała pod Sąd Grodzki w Brasławiu i Okręgowy w Wilnie; właściwy urząd pocztowy mieścił się w Przebrodziu.
W wyniku napaści ZSRR na Polskę we wrześniu 1939 miejscowość znalazła się pod okupacją sowiecką. 2 listopada została włączona do Białoruskiej SRR. Od czerwca 1941 roku pod okupacją niemiecką. W 1944 miejscowość została ponownie zajęta przez wojska sowieckie i włączona do Białoruskiej SRR.
Od 1991 w składzie niepodległej Białorusi.